# Alak
Az alak vagy forma az úgynevezett anyaggal ellentétben, a dolgokba egységet hoz, a részeket összefüggő egésszé teszi. Ahol tehát részekről, részek egymásra vonatkozásáról szólhatunk, alakról is szólhatunk. Így van a fogalomnak, ítéletnek, következtetésnek alakja, az érzésnek, akaratnak alakja, a matematika elvont tárgyainak alakja, mint az érzékelhető tárgyaknak. Alak ily értelemben az egység elve, a dolgok mivoltának megnyilatkozása, a formált anyag. Szorosabb értelemben érzékelhető tárgyaknál beszélünk alakról és értjük alatta a tárgyak megjelenésének módját. A tárgyak alakját vagy azok természete határozza meg, mint a sók kristályát, a vas szemcséit, az állatok, szervek formáit stb., vagy az ember ad a tárgyaknak alakot bizonyos célok szerint, mikor fegyvert, műszert készít, követ farag stb.: mesterséges alak. Ilyenkor az alakot mindig a cél határozza és magyarázza meg; a részeket a cél egységéből kell megfejtenünk.

## Alak az esztétikában
Az alak fogalmának nagy szerepe van az esztétikában. A széptan egyik sarkfogalma, amennyiben a képnek, vagyis a művészi eszmének nyilvánulása mindig és mindenben az érzékileg észlelhető alakhoz van kötve. Míg az anyag ugyanaz lehet kézművesnél mint művésznél, száraz tudósnál mint lángeszű költőnél, addig az alak adja meg mindig és mindenben ama sajátos különbséget, mely a művészetet és költészetet az emberi elme többi műveletétől elválasztja. Az alak különféle értelemben veendő az egyes műágak szerint; a plasztikában az alak a tárgyak teljes körvonalait és kidomborodó részleteit és ezeknek egymásközt való harmóniáját foglalja magában, a költészetben megkülönböztetik a külső alakot, a formát, mely versekre, kifejezésmódra, az előadás külső sorrendére vonatkozik, és a képzeleti alakot, mely a költő élénk és pregnáns előadási módjának szüleménye. A művészi fantázia egyik legelőkelőbb sajátsága, hogy a benne megfogamzott eszméket teljes alakokban és a valóság világításában, színében és távlataiban látja a saját szellemében kitárni és a költő e szellemi látományokat oly művészileg tudja szavakba önteni, hogy a hallgató az idegen fantázia szüleményeit majdnem mint élő alakot és szeme előtt lefolyó eseményeket véli észlelni. A magyar poézis, úgy a népies mint a műköltészet, remekei ily érzéki elevenséggel szülemlett képzeleti alakokban, melyek Arany Jánosnál mennyiségre, mint minőségre nézve a legmagasabb fokot érték el.

## Alak matematikai értelemben
- Algebrai alak
- Trigonometrikus alak
- Exponenciális alak
- Normálalak
- Kanonikus alak

## Alak a növénytanban
Többféleképpen használt szó. Értik alatta a növénynek külső alakját vagy alakbeli sajátságait. Összetételben több jelentése van. Alaknak mondják a gombák fejlődésének egy-egy szakát is, melyet valamely más növényen (gazda) szokott tölteni, vagy ugyanannak a fajnak különböző-spórás eltéréseit is, melyeket régebben külön génusznak vagy fajnak tartottak, Tőalaknak Hazslinszky a növényfajok jellemző típusos alakjait nevezi. Grisebach a fiziognómai rendszer alkotó tagjait, vagyis tenyészeti alakzatait is formáknak nevezi, pl. fűzfa-alak, mangrove-alak vagy alakzat. Gyakran mint a szisztematikai különböztetések legalantibb foka szerepel, s az egyes növényfaj vagy fajtának csekélyebb eltérését pl. szőrösebb vagy kopaszabb; zöldebb vagy deresebb színű eltérését, tehát az alakkör sorozatának egy-egy tagját szokás alaknak nevezni. Ilyenkor az alak (forma) olyan növényfajtával egyenlő értékű, amelynek szisztematikai eltérő bélyege általában nem jelentékeny vagy nem állandó (pl. Triticum intermedium Host., var, subglaucum Borb.). Ilyen alak pl. az illatozó ibolya fajkörén belül a lila és fehér ibolya, vagy a fehér és lila orgonafa. H. Christ svájci botanikus «Dia Rosen der Schweiz» (1873) című munkájában a rózsafajok körében talált eltéréseket jelölte formáknak, de ezek közül több alaknak jelzett eltérés faji önállóságához általában semmi kétség; nem férhet, pl. a Rosa Andégavensis Bast. Christ felfogását amennyire lehetett, Borbás Vince is követte «A magyar birodalom vadon termő rózsái monografiájának kisérlete» (Budapest, 1880) című munkájában. Végül, Lokális forma valamely növénynek olyan alakja, mely más termőhelyen valamivel eltérő.
Bővebben: Alak (rendszertan)